# Богчино (железнодорожный разъезд, Костромская область)
Богчино — упразднённый железнодорожный разъезд) в составе Дмитриевского сельского поселения Галичского района Костромской области России. Исключен из учётных данных в 2024 году.

## География
Железнодорожный разъезд расположен на западе области, у реки Шокша на главном ходе Транссибирской магистрали у станции разъезд Богчино.

## История
До муниципальной реформы 2010 года населённый пункт железнодорожный разъезд Богчино также входил в состав Дмитриевского сельского поселения.

## Население
| 2008 | 2010 | 2012 | 2014 |
| ---- | ---- | ---- | ---- |
| 1    | ↘0   | →0   | →0   |

## Инфраструктура
Путевое хозяйство. Действует железнодорожная станция разъезд Богчино.

## Транспорт
Автомобильный и железнодорожный транспорт.